# Municipio de Linwood (Minnesota)
El municipio de Linwood (en inglés: Linwood Township) es un municipio ubicado en el condado de Anoka en el estado estadounidense de Minnesota. En el año 2010 tenía una población de 5123 habitantes y una densidad poblacional de 55,09 personas por km².

## Geografía
El municipio de Linwood se encuentra ubicado en las coordenadas 45°22′33″N 93°4′42″O / 45.37583, -93.07833. Según la Oficina del Censo de los Estados Unidos, el municipio tiene una superficie total de 93 km², de la cual 86.1 km² corresponden a tierra firme y (7.42%) 6.9 km² es agua.

## Demografía
Según el censo de 2010, había 5123 personas residiendo en el municipio de Linwood. La densidad de población era de 55,09 hab./km². De los 5123 habitantes, el municipio de Linwood estaba compuesto por el 96.58% blancos, el 0.35% eran afroamericanos, el 0.64% eran amerindios, el 0.78% eran asiáticos, el 0.06% eran isleños del Pacífico, el 0.21% eran de otras razas y el 1.37% pertenecían a dos o más razas. Del total de la población el 1.39% eran hispanos o latinos de cualquier raza.